# تاتسوكي سوزوكي
تاتسوكى سوزوكي (باليابانية: 鈴木竜生) مواليد 24 سبتمبر 1997 في اليابان، هو متسابق دراجات نارية ياباني. نافس في الجائزة الكبرى للدراجات النارية في فئة موتو 3 وبدأ فيها سنة 2015.

## النتائج

### سباق الجائزة الكبرى للدراجات النارية

#### حسب الموسم
| الموسم | الفئة  | الدراجة  | السباق | الفوز | المنصة | الإنطلاق | أسرع لفة | النقاط | الترتيب |
| ------ | ------ | -------- | ------ | ----- | ------ | -------- | -------- | ------ | ------- |
| 2015   | موتو 3 | ماهيندرا | 18     | 0     | 0      | 0        | 0        | 9      | 28      |
| 2016   | موتو 3 | ماهيندرا | 5      | 0     | 0      | 0        | 0        | 2      | 26*     |
| إجمالي |        |          | 23     | 0     | 0      | 0        | 0        | 11     |         |

#### السباقات حسب السنة
| السنة | الفئة  | الدراجة  | 1      | 2               | 3             | 4          | 5          | 6            | 7           | 8           | 9            | 10         | 11      | 12          | 13              | 14       | 15         | 16            | 17         | 18          | مركز. | نقاط |
| ----- | ------ | -------- | ------ | --------------- | ------------- | ---------- | ---------- | ------------ | ----------- | ----------- | ------------ | ---------- | ------- | ----------- | --------------- | -------- | ---------- | ------------- | ---------- | ----------- | ----- | ---- |
| 2015  | موتو 3 | ماهيندرا | قطر 23 | الأمريكتان ل.ين | الأرجنتين 27  | إسبانيا 23 | فرنسا ل.ين | إيطاليا ل.ين | كتالونيا 22 | هولندا ل.ين | ألمانيا ل.ين | إنديانا 23 | تشيك 20 | بريطانيا 10 | سان مارينو ل.ين | أرغون 16 | اليابان 13 | أستراليا ل.ين | ماليزيا 21 | بلنسية ل.ين | 28    | 9    |
| 2016  | موتو 3 | ماهيندرا | قطر 28 | الأرجنتين 27    | الأمريكتان 19 | إسبانيا 15 | فرنسا 15   | إيطاليا      | كتالونيا    | هولندا      | ألمانيا      | بريطانيا   | النمسا  | تشيك        | سان مارينو      | أرغون    | ماليزيا    | اليابان       | أستراليا   | بلنسية      | 26*   | 2*   |

* موسم مستمر

## روابط خارجية
- تاتسوكي سوزوكي على موقع MotoGP.com (الإنجليزية)
- تاتسوكي سوزوكي على موقع AS.com (الإسبانية)